# NGC 1040
NGC 1040 je galaksija u zviježđu Perzej.

## Vanjske poveznice
- SEDS: NGC 1040